# Rębice
Rębice (niem. Birkhain) – osada w Polsce położona w województwie zachodniopomorskim, w powiecie kołobrzeskim, w gminie Rymań. Wchodzi w skład sołectwa Gorawino.
Według danych z 4 września 2013 r. Rębice miały 4 mieszkańców.
Osadę założono ok. 1850 r. jako nowy folwark dóbr Gorawino B. Do 1945 roku wchodziła w skład Niemiec, gdzie należała do gminy (Gemainde - odpowiednik polskiego sołectwa) Gorawino. W latach 1950–1998 miejscowość administracyjnie należała do województwa koszalińskiego.